# Сонячна зона переносу

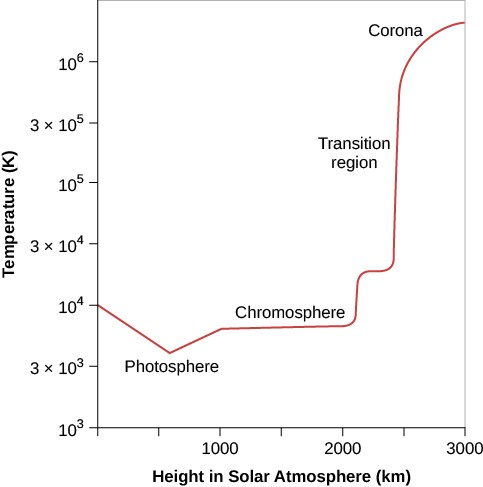
Приблизна температура в сонячній атмосфері відносно висоти

Сонячна зона переносу — це область атмосфери Сонця, яка розташована між верхньою хромосферою та короною. Ця область має важливе значення в фізиці Сонячної атмосфери через кілька ключових особливостей:
- Гравітаційний вплив: В Сонячній зоні переносу сила тяжіння має переважаючий вплив на більшість об'єктів, і тому Сонце можна описати в термінах шарів і горизонтальних характеристик, таких як сонячні плями. Вище в цій області динамічні сили домінують, і сама границя переносу не має чітко визначеного шару на певній висоті.
- Іонізація гелію: В Сонячній зоні переносу більша частина гелію ще не повністю іонізована, що робить його дуже ефективним у випромінюванні енергії. Проте вище в цій області гелій стає повністю іонізованим, що впливає на температуру рівноваги.
- Поглинання та випромінювання світла: В Сонячній зоні переносу матеріал є непрозорим для певних кольорів, що пов'язані зі спектральними лініями. Таким ином, більшість спектральних ліній, утворених в цій області, є лініями поглинання у інфрачервоному, видимому та ультрафіолетовому діапазонні випромінювання. У той час як більшість ліній, утворених у перехідній області або вище, є лініями випромінювання, зокрема лінії далекого ультрафіолету (FUV) і рентгенівських променів.
- Домінування магнітних сил: В Сонячній зоні переносу тиск газу та динаміка рідини зазвичай домінують у русі та формі структур, а вище - магнітні сили. Це призводить до різних спрощеннь у магнітній гідродинаміці. Проте сама перехідна область ще недостатньо досліджена через складність обчислень та унікальні властивості газу в цій області.

Іонізація гелію важлива, оскільки це критична частина формування корони: коли сонячний матеріал достатньо холодний, що гелій у ньому лише частково іонізований (тобто зберігає один із двох своїх електронів), матеріал дуже ефективно охолоджується випромінюванням через як випромінювання чорного тіла, так і прямий зв'язок з гелієвим континуумом Лаймана. Ця умова виконується у верхній частині хромосфери, де рівноважна температура становить кілька десятків тисяч кельвінів.
Трохи більше нагрівання спричиняє повну іонізацію гелію, після чого він перестає добре зв'язуватися з континуумом Лаймана та випромінює не настільки ефективно. Температура швидко зростає майже до мільйона кельвінів, температури сонячної корони. Це явище називається температурною катастрофою і являє собою фазовий перехід, аналогічний кипінню води для утворення пари; фактично фізики сонячної енергії називають цей процес випаровуванням за аналогією з більш знайомим процесом з водою. Подібним чином, якщо кількість тепла, що подається на корональний матеріал, трохи зменшується, матеріал дуже швидко охолоджується після температурної катастрофи приблизно до ста тисяч кельвінів і, як кажуть, конденсується. Перехідна область складається з матеріалу при цій температурній катастрофі або навколо неї.